# Сявалкасинське сільське поселення
Сявалка́синське сільське поселення (рос. Сявалкасинское сельское поселение) — муніципальне утворення у складі Вурнарського району Чувашії, Росія. Адміністративний центр — присілок Сявалкаси.

## Населення
Населення — 618 осіб (2019, 786 у 2010, 874 у 2002).

## Склад
До складу поселення входять такі населені пункти:
| Населений пункт           | Населення, осіб (2002) | Населення, осіб (2010) |
| ------------------------- | ---------------------- | ---------------------- |
| Єлабиш, присілок          | 13                     | 12                     |
| Сугут-Торбиково, присілок | 319                    | 239                    |
| Сявалкаси, присілок       | 390                    | 396                    |
| Тузі-Мурат, присілок      | 152                    | 139                    |